# Borostelek
Borostelek (Borșa) település Romániában, a Partiumban, Bihar megyében.

## Fekvése
Mezőtelektől délre, Telkesd és Élesdszurdok közt fekvő település.

## Története
Borostelek Árpád-kori település. Neve már a 13. század elején feltűnt az oklevelekben és 1252-ben a Csanád nemzetség birtokaként említették.
1552-ben Borosthelek, 1808-ban Borostelek, Borsá, 1913-ban Borostelek néven írták.
Az 1800-as évek elején a gróf Haller család birtoka volt, az 1900-as évek elején pedig Telegdi Józsefnek volt a nagyobb birtokosa.
1910-ben 700 lakosából 668 román, 31 cigány volt. Ebből 696 görögkeleti ortodox volt.
A trianoni békeszerződés előtt Bihar vármegye Központi járásához tartozott.

## Nevezetességek
- Görögkeleti temploma - 1700 körül épült.